# Necrofàgia

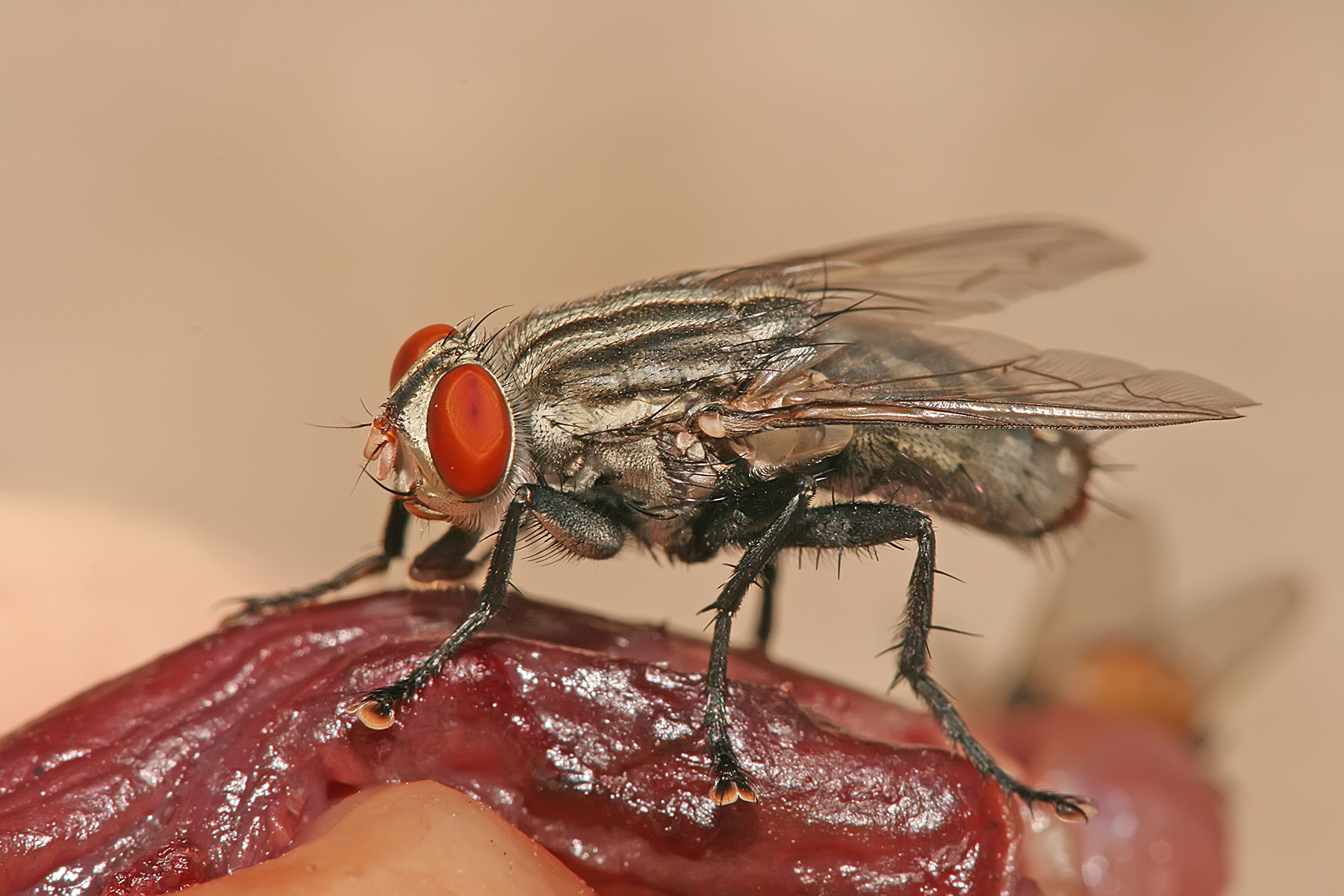
Mosca de l'espècie Sarcophaga nodosa alimentant-se amb carn en descomposició

La necrofàgia és l'acte de menjar cossos o carronya que no fou matada amb el propòsit inicial d'ésser ingerida. Encara que aquest terme es refereix generalment als carnívors que s'alimenten de carronya, també és un comportament d'alimentació herbívora. Els necròfags tenen un paper important en l'ecosistema al consumir material animal i vegetal mort. Els descomponedors i els detritívors completen aquest procés, consumint les restes que deixen els caçadors.
Els caçadors ajuden a superar les fluctuacions dels recursos alimentaris en el medi ambient. El procés i la taxa de necrofàgia es veuen afectats tant per factors biòtics com per abiòtics, com ara la mida de la carcassa, l'hàbitat, la temperatura i les estacions.

## Biologia
Les espècies que s'alimenten parcialment o completa amb altres animals morts (és a dir, de carronya) s'anomenen carronyaires. Els exemples més coneguts d'aquestes bèsties són les hienes i els voltors. Alguns insectes també mengen carronya per abastar-se de proteïnes, com ara algunes espècies d'abelles i d'escarabats.

### Tipologia
La necrofàgia obligada és poc freqüent entre els vertebrats, degut a la dificultat de trobar prou carronya sense gastar massa energia. En els vertebrats, només els voltors i possiblement alguns pterosaures són carronyaires obligatoris, ja que els ocells terrestres són els únics animals capaços de trobar prou carronya.
Entre els coneguts necròfags invertebrats s'inclouen els escarbats enterradors (necròfors) i els cal·lifòrids, els dos dels quals són carronyaires obligats, i també el grup de les vespula i dolichovespula (vespes).
La majoria dels carronyaires són facultatius, els quals guanyen la major part del seu menjar mitjançant altres mètodes, especialment la predació. Una gran quantitat de carnívors cacen regularment, com les hienes i els xacals. D'altra banda, animals rarament considerats com a carronyaires, com ara lleons africans, lleopards i llops, practicaran la necrofàgia si se'ls dona la possibilitat. També poden utilitzar la seva mida i ferocitat per intimidar els caçadors originals (el guepard n'és un exemple notable). Gairebé tots els carronyaires per sobre de la mida dels insectes són depredadors i caçaran si no hi ha prou carronya disponible, ja que pocs ecosistemes proporcionen prou animals morts durant tot l'any per mantenir alimentats solament els seus caçadors. Els gossos i els corbs salvatges practiquen freqüentment la necrofàgia a la carretera.
La interacció entre els animals necròfags i els humans s'observa actualment més freqüentment en entorns suburbans amb animals com marsupials (didèlfids), mustèlids i ossos rentadors (procyons). En algunes poblacions i pobles africans, també és freqüent la necrofàgia de les hienes.
En èpoques prehistòriques, l'espècie Tyrannosaurus rex podria haver estat un depredador alfa, caçant per sobre dels hadrosàurids, dels ceratòpsids i possiblement dels sauròpodes joves, tot i que alguns experts van suggerir que el dinosaure era primàriament un carronyaire. El debat sobre si el tiranosaure era un depredador alfa o un necròfag fou una de les disputes més llargues en paleontologia; tanmateix, la majoria dels científics estan d'acord que el tiranosaure era un carnívor oportunista, actuant majoritàriament com a depredador però practicant la necrofàgia quan es podia. Investigacions recents també mostren que si bé un tiranosaure adult guanyaria energèticament poc amb la necrofàgia, els teròpodes menors d'aproximadament 500 kg, sí que poden haver guanyat nivells similars als de les hienes, tot i que no són suficients perquè se'ls anomeni carronyaires. També hi ha informació de que l'Otodus megalodon, el Ceratosaure, l'Andrewsarchus i alguns animals més prehistòrics eren carronyaires. Els animals que consumeixen excrements, com ara els escarabats piloters, determinen la pràctica parafílica anomenada coprofàgia. Els animals que recullen petites partícules de matèria orgànica morta tant d'origen animal com vegetal són denominats detritívors.

## Funció ecològica
Els cargols tenen un paper fonamental en el medi ambient mitjançant l'eliminació d'organismes descompostos, que serveixen com a servei de sanejament natural. Mentre que els descomponedors microscòpics i invertebrats descomponen organismes morts en matèria orgànica senzilla que és utilitzada per autòtrofs propers, els necròfags ajuden a conservar l'energia i els nutrients obtinguts de la carronya dins dels nivells tròfics superiors i són més capaços de dispersar l'energia i els nutrients més allunyats del lloc de la carronya que els descomponedors.
La necrofàgia uneix animals que normalment no entrarien en contacte, i es tradueix en la formació de comunitats molt estructurades i complexes que participen en interaccions sense àmbit. Les comunitats carronyaires funcionen en la redistribució de l'energia obtinguda de les carcasses i en la reducció de malalties associades a la descomposició. Sovint, les comunitats d'excavadors difereixen en la seva consistència a causa de la mida de la carcassa i els tipus de carcassa, així com pels efectes estacionals com a conseqüència de l'activitat invertebrada i microbiana diferents.
La competència per la carronya té com a resultat la inclusió o l'exclusió de certs necròfags de l'accés a la carronya, que donen forma a la comunitat dels carronyaires. Quan la carronya es descompon a un ritme més lent durant les temporades més fredes, les competències entre els necròfags disminueixen, mentre que el nombre d'espècies de necròfagues presents augmenta.
Les alteracions en les comunitats necròfagues poden provocar canvis dràstics a la comunitat en general, reduir els serveis dels ecosistemes i tenir efectes perjudicials sobre els animals i els humans. La reintroducció de llops grisos (Canis lupus) al Parc Nacional de Yellowstone als Estats Units va provocar canvis dràstics a la comunitat prevalent de necròfags, i es va produir carronya a moltes espècies de mamífers i aviars. Així mateix, la reducció d'espècies de voltor a l'Índia condueix a l'augment d'espècies oportunistes com ara gossos i rates. La presència d'ambdues espècies als cadàvers va donar lloc a l'augment de malalties com la ràbia i la pesta bubònica en la vida salvatge i en el bestiar, ja que els gossos i les rates són transmissors d'aquestes malalties. A més, la disminució de les poblacions de voltors a l'Índia s'ha relacionat amb l'augment de taxes d'àntrax en humans a causa de la manipulació i la ingestió dels cossos de bestiar infectat. S'ha observat un augment de la transmissió de malalties en els carronyaires de mamífers de Kenya a causa de la disminució de les poblacions de voltor a la zona, ja que la disminució de les poblacions de voltor va provocar un augment del nombre de carronyaires de mamífers d'un determinat cadàver juntament amb el temps dedicat a aquest.

### Transmissió de malalties
La necrofàgia pot proporcionar un mètode directe i indirecte per transmetre malalties entre animals. Els carronyaies de cadàvers infectats poden convertir-se en hostes per a certs patògens i, per tant, en vectors de la malaltia. Un exemple d'aquest fenomen és l'augment de la transmissió de la tuberculosi observada quan els carronyaires es dediquen a menjar cossos infectats. Així mateix, la ingestió de cadàvers de ratapinyades infectades per la ràbia per mofetes rallades (Mephitis mephitis) va donar lloc a un augment de la infecció d'aquests organismes amb el virus.
Un dels principals vectors de transmissió de malalties són diverses espècies d'aus, amb brots influïts per aquestes aus i el seu entorn. Un brot de còlera aviària del 2006 al 2007 a la costa de Terranova, el Canadà, va provocar la mortalitat de moltes espècies d'aus marines. La transmissió, la perpetuació i la propagació del brot es va restringir principalment a espècies de gavines que buscaven els aliments a la zona. De la mateixa manera, el 2007 es va observar un augment de la transmissió del virus de la grip aviària a pollastres per ànecs domèstics provinents de granges indonèsies, que practicaven la necrofàfia a les zones circumdants, fet que pot haver contribuït a augmentar la infecció i la transmissió del virus de la grip aviària. Pot ser que els ànecs domèstics no hagin demostrat símptomes de la infecció per si mateixos, tot i que es va observar que segregguen concentracions altes del virus de la grip aviària.

## Amenaces
Moltes espècies que practiquen la necrofàgia s'enfronten a la persecució a nivell mundial. Els voltors, en particular, s'han enfrontat a persecucions i amenaces increïbles per part dels humans. Abans de la seva prohibició pels governs regionals el 2006, el medicament veterinari Diclofenac ha suposat almenys un descens del 95% dels voltors gyps a Àsia. La pèrdua d'hàbitat i l'escassetat d'aliments han contribuït a la disminució d'espècies de voltor a l'Àfrica occidental a causa de la creixent població humana i el sobreeiximent de fonts d'aliments voltors, així com els canvis en la ramaderia. L'enverinament de certs depredadors per augmentar el nombre d'animals de caça continua essent una pràctica de caça habitual a Europa i contribueix a l'enverinament dels voltors quan consumeixen les cossos de depredadors enverinats.

## Beneficis per al benestar humà
Els carronyaires altament eficients, també coneguts com a necròfags dominants o alfa, poden tenir beneficis per al benestar humà. Els augments de les poblacions de carronyaires dominants, com els voltors, poden reduir les poblacions de carronyaires oportunistes més petits, com les rates. Aquests carronyaires més petits solen ser plagues i transmissors de malalties.

## En humans

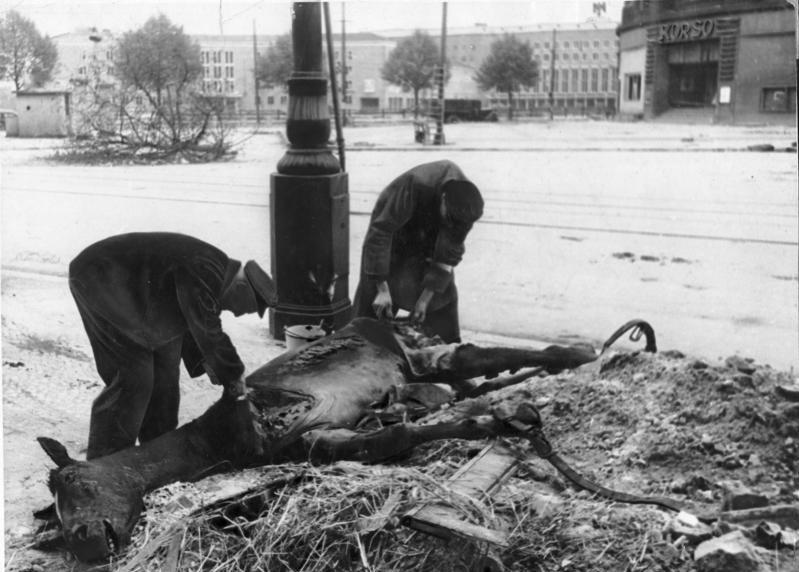
Home practicant la necrofàgia al cadàver d'un cavall durant la Segona Guerra Mundial (al final de la batalla de Berlín), al Manfred-von-Richthofen-Straße al barri de Tempelhof, l'any 1945.

Als anys setanta, Lewis Binford va suggerir que els humans primerencs obtenien carn principalment mitjançant la necrofàgia, no mitjançant la caça. El 2010, Dennis Bramble i Daniel Lieberman van proposar que els avantpassats humans carnívors desenvolupessin posteriorment comportaments de córrer a llarga distància fent que milloressin la capacitat d'atacar i caçar: podrien arribar a llocs de carronya més ràpidament i també perseguir un sol animal fins que es pogués matar amb seguretat a rang proper degut a l'esgotament i hipertèrmia.
En els humans moderns, la necrofàgia (menjar carn morta/cadàver) es produeix rarament a la majoria de les societats. Aquesta és probablement una adaptació al risc de malalties, a causa dels humans que tenen nivells més baixs d'àcids protectors al tracte digestiu, en comparació amb les espècies dedicades a la carronya. Molts casos han tingut lloc a la història, sobretot en temps de guerra, on la necrofàgia i el canibalisme poden aparèixer com a comportament de supervivència.

### Ocupació
A Barcelona l'ofici de carronyaire es va instituir el 20 d'agost de 1407: "... comença lo Offici de Tiragats á mar...".
La «carronyeria» apareix com una ocupació al Cens d'Anglaterra i Gal·les del 1911. Aquest títol de treball s'aplica a algú que neteja els carrers i elimina els residus, generalment un treballador (un escombriaire, un conserge o un netejador de carrers) empleat per l'autoritat sanitària pública.
Els joves dels països en vies de desenvolupament poden revertir en la carronyeria i, per tant, desenvolupar habilitats emprenedores per operar en contextos econòmics hostils.
A l'Índia, el terme "carronyaire manual" s'utilitza per descriure l'eliminació d'excrements humans crus (frescos i sense tractar) de galledes o altres contenidors que s'utilitzen en lavabos o en les fosses de les latrines. Els treballadors apilen l'excrement en cistelles i ho porten al cap fins a llocs a vegades a molts quilòmetres de les latrines. L'Índia ha prohibit oficialment l'ús de carronyaires manuals des del 1993, però la pràctica continua des del 2014.